# Фотометричний аналіз
Фотометричний аналіз — метод кількісного аналізу, заснований на переведенні визначуваного компонента розчину дією реактиву у сполуку, яка поглинає світло (або на руйнуванні такої сполуки визначуваним компонентом), і вимірюванні інтенсивності поглинання світла (оптичної густини розчину).
У фотометричному аналізі використовують разом із простими різні комплексні (координаційні) сполуки: одноріднолігандні, хелатні, різнолігандні; сполуки, які утворюються за реакціями окислення–відновлення, важкорозчинні сполуки, сполуки адсорбційного характеру, органічні сполуки, у тому числі кислотно-основні індикатори (які змінюють свій колір). 
Вимірювання інтенсивності забарвлення (оптичної густини) розчину проводять візуально (прості колориметри, фотометри), а також за допомогою спектрофотометрів і фотоколориметрів. Вимірявши оптичну густину розчину, знаходять концентрацію визначуваного компонента за попередньо побудованим калібрувальним графіком або за рівнянням закону Бугера–Ламберта–Бера.

## Види
- колориметрія
- фотоколориметрія
- спектрофотометрія
- флуориметрія
- турбідиметрія
- нефелометрія

До фотометричного аналізу відносять також атомно-абсорбційний аналіз, фотометрію полум'я і спектроскопію відбиття.